# بوجا باترا
بوجا باترا هي متسابقة ملكة الجمال وعارضة وممثلة هندية وأمريكية، ولدت في 27 أكتوبر 1973 في الهند.

## ترشيحات
- جائزة زي سيني لأفضل ممثلة في دور ثانوي (1998)
- جائزة فيلم فير لأفضل ممثلة في دور ثانوي (1998)

## وصلات خارجية
- بوجا باترا على موقع IMDb (الإنجليزية)
- بوجا باترا على موقع ألو سيني (الفرنسية)
- بوجا باترا على موقع أول موفي (الإنجليزية)
- بوجا باترا على موقع قاعدة بيانات الفيلم (الإنجليزية)
- بوجا باترا على موقع كينوبويسك (الروسية)